# Tribunal Supremo de Justicia de Venezuela en el exilio
El Tribunal Supremo de Justicia de Venezuela en el exilio, también llamado TSJ en el exterior, es el tribunal conformado por 33 magistrados juramentados el 21 de julio de 2017 por la Asamblea Nacional durante la crisis institucional de Venezuela y las protestas de 2017 como reemplazo de los magistrados previos nombrados en 2015. Los magistrados se encuentran residiendo en cinco países: Panamá, Chile, Colombia, España y Estados Unidos, y se reúnen cada semana a través de Internet, mientras que las diferentes salas trabajan a diario en las solicitudes que reciben a través del correo electrónico y de su página web. 
El Tribunal Supremo se ampara en la jurisdicción universal y teniendo como referentes los principios de los tribunales de Núremberg, para la antigua Yugoslavia y para Ruanda. La Organización de los Estados Americanos, el Parlamento Europeo y la Federación Interamericana de Abogados han reconocido la legitimidad del tribunal, mientras que tanto el gobierno federal como el Tribunal Supremo de Justicia en Venezuela desconocen el nombramiento.

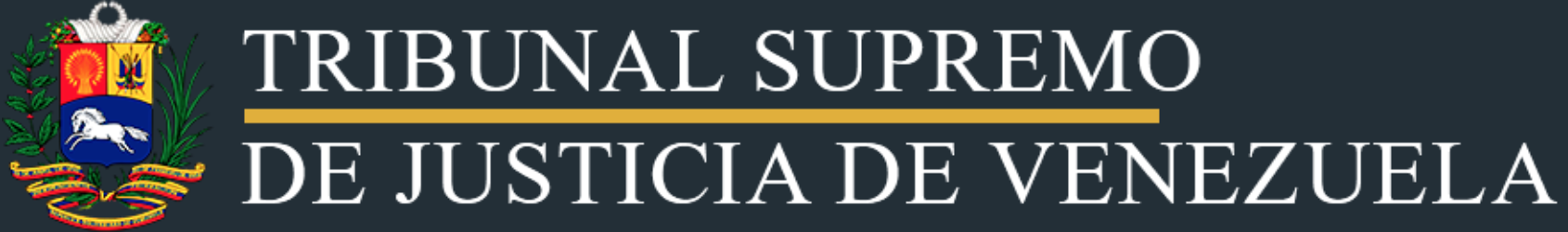
Logo del TSJ en el exilio de 2019

## Antecedentes
El 8 de diciembre de 2015, después de las elecciones parlamentarias de Venezuela, la Asamblea Nacional saliente, de mayoría oficialista, empieza un proceso de designación de nuevos magistrados del Tribunal Supremo de Justicia. Opositores, distintos juristas y la ONG Acceso a la Justicia denunciaron irregularidades en el proceso, incluyendo la violación del periodo de impugnaciones, la falta de respuesta de las mismas y la omisión de la selección definitiva de los postulados.
Posteriormente y a raíz de la crisis institucional de Venezuela de 2017, el Ministerio Público solicitó formalmente anular el nombramiento alegando que dicho proceso estuvo viciado. En consecuencia la Asamblea Nacional, ahora de mayoría opositora, el 13 de junio de 2017 juramentó al Comité de Postulaciones Judiciales, presidido por el diputado Carlos Berrizbeitia, para la elección de nuevos magistrados principales del TSJ. A pesar de que todas las etapas contempladas en la constitución y en la Ley Orgánica del Tribunal Supremo de Justicia fueron realizadas, el Consejo Moral Republicano de Venezuela rechazó realizar la preselección alegando que dicho proceso era extemporáneo.  Pese a la negativa del Consejo, el 21 de julio de 2017 la Asamblea Nacional designó a 13 magistrados principales y 21 suplentes, un día después los magistrados serían conocidos como el TSJ en el exilio por las declaraciones del presidente de la Sala Constitucional del TSJ, Juan José Mendoza que dicta "medida de arresto a los 33 magistrados juramentados y a los integrantes del comité de postulaciones"; para el 24 de julio, tres magistrados habían sido detenidos y 30 se encontraban en la clandestinidad.
La Fiscal general Luisa Ortega Díaz criticó esta designación, pues a su juicio esto creaba desorden en el Estado. Por su parte el TSJ advirtió que dicha designación era nula bajo el pretexto del supuesto desacato en el que se mantenía la Asamblea Nacional, al mismo tiempo que solicitó a la justicia civil y militar ejercer las medidas de coerción necesarias.

## Composición

### Sala Constitucional
Principales:
- Miguel Ángel Martín Tortabu
- Elenis del Valle Rodríguez Martínez
- Coromoto Janette Cioly Zambrano Álvarez

Suplentes:
- Luis Manuel Marcano
- Zuleima del Valle González
- Gabriel Ernesto Calleja Ángulo
- Gustavo José Sosa Izaguirre

### Sala de Casación Penal
Principales:
- Pedro José Troconis Da Silva
- Alejandro Jesús Rebolledo

Suplentes:
- Milton Ramón Ladera Jiménez
- Cruz Alejandro Graterol Roque
- Beatriz Josefina Ruiz Marín

### Sala Político Administrativa
Principales:
- Ángel Vladimir Zerpa Aponte
- Antonio José Marval Jiménez

Suplentes:
- José Luis Rodríguez Piña
- Ramsis Ghazzaoui
- Manuel Antonio Espinoza Melet
- José Fernando Nuñez Sifontes

### Sala Electoral
Principales
- Álvaro Marín[cita requerida]

Suplentes
- Domingo Javier Salgado Rodríguez
- Idelfonso Ifill
- Rommel Rafael Gil Pino

### Sala de Casación Civil
Principales:
- Gonzalo Antonio Álvarez Domínguez
- Evelyna del Carmen D’Apollo Abraham
- Ramón José Pérez Linares

Suplentes:
- Gonzalo José Oliveros Navarro
- Thomas David Alzuru Rojas
- Luis María Ramos Reyes

### Sala de Casación Social
Principales:
- Rubén Carrillo Romero
- José Savino Zamora Zamora

Suplente:
- Rafael Antonio Ortega Matos[13][14]

## Historia
El 23 de agosto de 2017 siete magistrados del tribunal llegaron a Washington D. C. para reunirse con altos funcionarios de Estados Unidos, incluyendo al vicepresidente Mike Pence, y la Organización de Venezolanos Perseguidos Políticos en el Exilio (Veppex) en Miami dirigida por José Antonio Colina, solicitando un “alivio migratorio” para los venezolanos que huyen de su país por razones políticas. El 24 de agosto el secretario general de la OEA Luis Almagro sostuvo una reunión con magistrados en Washington D. C., y el 25 de agosto de 2017 el expresidente colombiano Andrés Pastrana se reunió con los magistrados que se encontraban en Colombia para hablar de la situación de Venezuela.
El 13 de octubre el grupo de magistrados exiliados se instalaron en la sede de la Organización de Estados Americanos en Washington D. C. conformando un nuevo TSJ en el exilio y designando a Miguel Ángel Martín como presidente. El 19 de octubre seis magistrados llegaron a Santiago de Chile después de solicitar protección en la embajada chilena en Caracas, y el 12 de noviembre denunciaron el quiebre de la independencia judicial y los derechos humanos en Venezuela ante el Grupo Iberoamericano de la Unión Internacional de Magistrados (UIM) en el marco de la edición número 60 de la reunión anual del organismo organizada por la Asociación Nacional de Magistrados de Chile.
Después de la Operación Gedeón el 15 de enero de 2018, el tribunal rechazó el operativo en el que murió Oscar Pérez, calificando la acción como "terrorismo de Estado". El 24 febrero el magistrado Ramsis Ghazzaoui se reunió con miembros del Congreso de la Nación Argentina, quienes acordaron solicitar la colaboración del máximo tribunal venezolano una acción ante la Corte Penal Internacional contra el presidente Maduro. Con la reunión se acordó enviar una nota institucional para impulsar la solicitud de medidas cautelares ante la Comisión Interamericana de Derechos Humanos. El magistrado también se reunió con el Martín Casares, viceministro para los derechos humanos del Ministerio de Justicia de Argentina para coordinar futuras acciones y con el senador Christian Abdelnabe Rasmuseen, embajador de las Naciones Unidas en Argentina y miembro del Parlamento Internacional para La Paz y la Seguridad de la ONU, a quien entregó una propuesta de ayuda humanitaria para Venezuela.

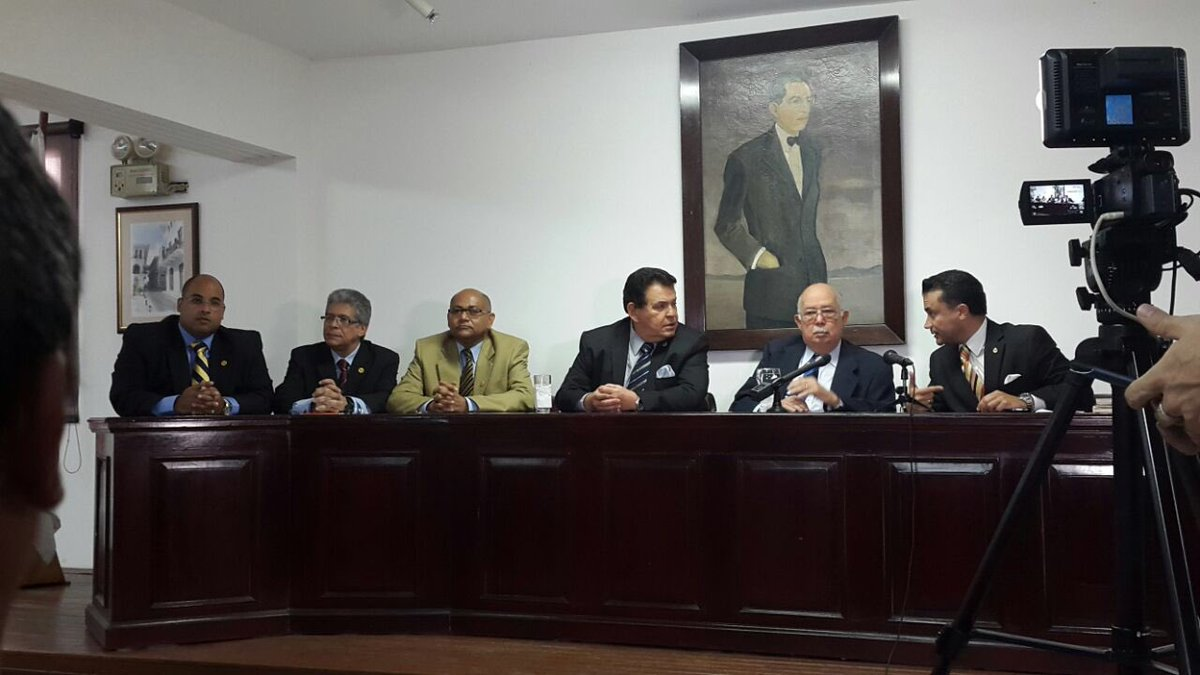
Magistrados del Tribunal Supremo en Panamá.

El 9 de marzo, el magistrado Alejandro Rebolledo del tribunal inscribió un nuevo récord Guinness al impartir con éxito una clase magistral sobre crimen organizado por más de 24 horas en el Campus Norte del Miami Dade College con derecho a cinco minutos de reposo cada hora.
El 16 de abril el presidente del Tribunal Supremo, Miguel Ángel Martín sostuvo una reunión con el senador estadounidense Marco Rubio en Lima, Perú, en el que discutieron sobre la cooperación para condenar a funcionarios venezolanos involucrados en actos de corrupción y lavado de dinero, donde puntualizaron el “poder totalitario” instaurado en Venezuela, alegando que representa un “secuestro institucional” por parte del gobierno de Nicolás Maduro, y realizaron un “tratado de cooperación” para evaluar la situación. El documento también expresa una solicitud de apoyo al senador para abrir una investigación en Estados Unidos sustentada en la Ley de Chantaje Influenciado y Organización Corrupta en Estados Unidos.
El 25 de abril los magistrados inauguraron una sede en Ciudad de Panamá. En la mañana del 30 de abril funcionarios del Servicio Bolivariano de Inteligencia Nacional (SEBIN) allanaron la casa de los familiares de la magistrada Elenis Rodríguez en Maturín, donde sustrajeron un equipo de computación y vive su mamá, quien tiene Alzheimer, y una hermana de la magistrada, a quien se llevaron en calidad de testigo a declarar, pero fue liberada después de varias horas. El diputado de la Asamblea Nacional por el estado Monagas, Juan Pablo García, describió el allanamiento como “abuso de poder que deriva del juicio aperturado a Nicolás (Maduro)”, expresando solidaridad con los afectados. En el resto del país se realizaron procedimientos similares contra propiedades de al menos otros cuatro magistrados, incluyendo a Miguel Ángel Martín, quien funge como presidente del Tribunal Supremo, y los magistrados Cioly Zambrano, Tony Marval, y Pedro Troconis.
El 29 de diciembre de 2022 el Tribunal Supremo de Justicia de Venezuela en el exilio presidida por el magistrado Antonio José Marval Jiménez, emitió un comunicado escrito exigiendo se respete la Constitución y se mantenga el gobierno interino que nació constitucionalmente debido al vacío de la presidencia desde mayo de 2018. El TSJ advirtió «pretender sustituir la figura presidencial por una forma de gobierno parlamentario violenta la Constitución y pondría en riesgo el resguardo de los activos».
El 17 de marzo de 2023 el Tribunal Supremo de Justicia declaró la nulidad de la reforma al Estatuto de Transición aprobado por la Asamblea Nacional el pasado mes de enero de 2023, dejando sin efecto todas las acciones y nombramientos que ésta decida. De esta manera queda restituido el cargo de presidente Interino para Juan Guaidó. El fallo establece un plazo de 30 días a ese Parlamento y a su nueva junta directiva para que cumplan con “el restablecimiento de la efectiva vigencia de la Constitución nacional”
El 5 de marzo de 2024 los diputados de la legítima Asamblea Nacional de Venezuela debatieron sobre la decisión de la Corte Penal Internacional (CPI), de continuar investigando los crímenes de lesa humanidad cometidos por el régimen de Nicolás Maduro, que concluyó indicando que la decisión de la CPI los anima a mantener la fe, a impulsar “una transición de lo sórdido a la justicia, del mal al bien, de la muerte a la vida”.

## Decisiones

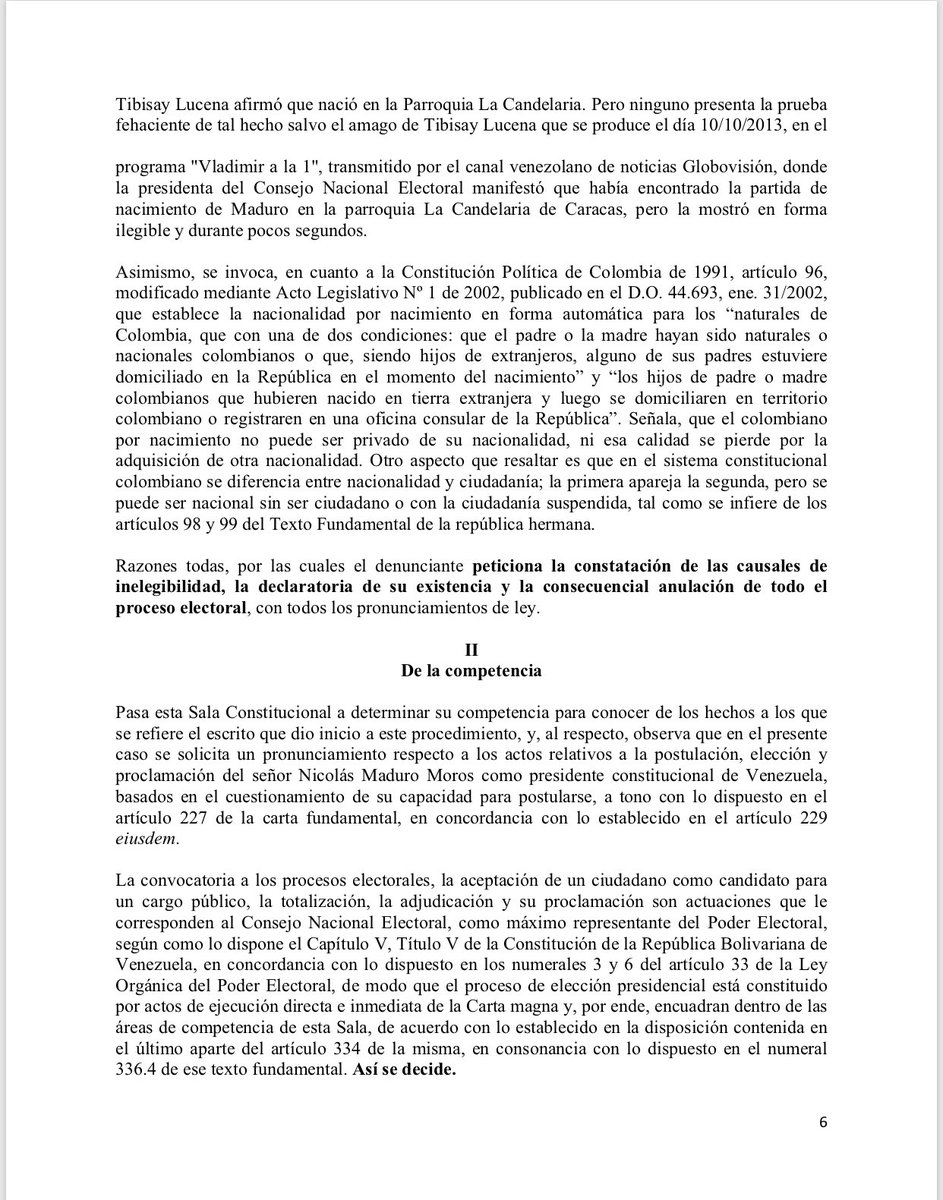
Decisión de la Sala Constitucional el 11 de enero que anula las elecciones presidenciales de 2013 y exige a la presidencia y al CNE remitir la copia certificada de partida de nacimiento de Nicolás Maduro, así como la renuncia a su nacionalidad colombiana.

Los magistrados se encuentran exiliados en cuatro países: Panamá, Chile, Colombia y Estados Unidos, y se reúnen cada semana a través de Internet, mientras que las diferentes Salas trabajan a diario en las solicitudes que reciben a través del correo electrónico y de una página web aún en construcción. Tras una denuncia formulada por los dirigentes opositores Diego Arria, María Corina Machado, Antonio Ledezma y Cecilia Sosa, la Sala Constitucional declaró el 25 de octubre la nulidad de la Asamblea Nacional Constituyente de 2017, solicitando su disolución y haciendo un llamado a su desconocimiento.
El 13 de noviembre la Sala Constitucional del tribunal le exigió al gobierno nacional la implementación de un canal humanitario en cinco días, requiriendo la colaboración de la OEA, las Naciones Unidas y el Parlamento Europeo, entre otros organismos, y solicitando la intervención de la comunidad internacional en caso de que el gobierno se negase a acatar. El 18 de noviembre la Sala Político Administrativa dictó y declaró procedente una medida cautelar en la que se ordena la suspensión de los efectos del decreto que crea el Arco Minero del Orinoco. El 21 de noviembre de 2017 la Sala de Casación presentó una denuncia formulada inicialmente por Hebert García Plaza ante la fiscalía de la Corte Penal Internacional donde aproximadamente de 60 funcionarios gubernamentales son acusados de participar en crímenes de lesa humanidad, entre los cuales Nicolás Maduro, Tareck El Aissami, Néstor Reverol, Vladimir Padrino López, Diosdado Cabello y Antonio Benavides Torres; el presidente de la sala, José Troconis, explicó que la sala tomó la decisión de acudir ante la CPI al verse imposibilitada de asumir las denuncias introducidas por individuos particulares, función que pertenece legalmente a la Fiscalía General.
El 1 de diciembre de 2017 el Tribunal ordenó al Poder Público Nacional la ejecución de la sentencia publicada el 25 de octubre, prohibiéndole al poder Ejecutivo, al Legislativo, al Judicial, al Ciudadano y al electoral dictar o ejecutar cualquier acto de reconocimiento de la Asamblea Constituyente con la finalidad de impedir su actuación como poder. El 4 de diciembre el Tribunal anuló la decisión del gobierno de Nicolás Maduro de retirar a Venezuela de la Organización de Estados Americanos (OEA) y de la Corte Interamericana de Derechos Humanos (CIDH), argumentando que «estos actos violan directamente la Constitución y los derechos garantizados en esa Constitución a todos los venezolanos». El 18 de diciembre la Sala Político Administrativa declaró nula la designación como embajador de Venezuela ante ONU de Samuel Moncada, en la cual no se pidió la autorización de la Asamblea Nacional y fue desconocida por la misma.
El 11 de enero de 2018 el tribunal decretó la nulidad de las elecciones presidenciales de 2013 después de que el abogado Enrique Aristeguita Gramcko presentara pruebas sobre la presunta inexistencia de condiciones de inelegibilidad de Nicolás Maduro para ser electo y por ejercer el cargo de la presidencia. Aristeguieta argumentó en el recurso que, según el artículo 96, literal b, de la Constitución Política de Colombia, Nicolás Maduro Moros, aún en el supuesto no demostrado de haber nacido en Venezuela, es “colombiano por nacimiento” por ser hijo de madre colombiana y por haberse residenciado en dicho territorio durante su juventud. La Sala Constitucional admitió la demanda y exigió a la presidencia y al Consejo Nacional Electoral (CNE) remitir una copia certificada de la partida de nacimiento del presidente, además de la renuncia de la nacionalidad colombiana.
El 20 de marzo la Sala Constitucional emitió una sentencia como respuesta a un recurso de interpretación del artículo 350 interpuesto por varias organizaciones de militares retirados, entre ellas el Frente Institucional Militar, la Alianza Militar por Venezuela y la Fundación Orión, exigiéndole a la Fuerza Armada Nacional, junto a jueces, fiscales, funcionarios policiales y militares, a ejecutar acciones contundentes para "frenar la injusticia, la arbitrariedad, el abuso y la conculcación de derechos cometidos por el régimen inconstitucional" de Maduro.", advirtiendo que todos aquellos militares o componentes de la FAN cuyos actos en el ejercicio del poder público menoscaben los derechos garantizados por la constitución, además de resultar nulos, incurren en responsabilidad penal, civil y administrativa. El mismo día el tribunal anuló el decreto número 3.196, en el que se acuerda la creación de la criptomoneda el Petro y ordenó notificar la decisión a Nicolás Maduro, a la Procuraduría General, al Secretario General de la ONU, a la Asamblea Nacional, al Banco Central, al Parlamento Europeo, a la Fiscalía General de la República, entre otros.
El 7 de mayo el Tribunal Supremo notificó al CNE sobre la suspensión e inhabilitación de Nicolás Maduro para el ejercicio de cargos públicos en una comunicación suscrita por la Sala Plena, instando al poder electoral que impidiese la participación de Maduro en procesos electorales hasta la culminación del proceso judicial en su contra por corrupción en contrataciones con la empresa Odebrecht. El 15 de mayo la Sala Electoral del tribunal anuló la convocatoria de las elecciones presidenciales de Venezuela de 2018, declarando nulo decreto 6.361 del 23 de enero de 2018 emanado de la Asamblea Constituyente y la convocatoria realizada por el Consejo Nacional Electoral (CNE), sentenciando que «todo acto dictado por esa agrupación de personas denominada Asamblea Nacional Constituyente es nulo como írrito el acto comicial a destiempo y desconociendo taxativamente lo establecido en el artículo 20 de la Constitución de la República Bolivariana de Venezuela».
El 13 de junio la Sala Electoral del Tribunal Supremo de Justicia de Venezuela en el exilio ante un recurso presentado por la Sociedad Civil declaró inconstitucional el voto electrónico. La sentencia declara igualmente la inconsistencia del Registro Electoral y como consecuencia, ordena al CNE, inicie un proceso de depuración y actualización del mismo con la veeduría de la sociedad civil.
El 30 de noviembre, los magistrados emitieron una sentencia desconociendo el documento emanado de la Sala Electoral del Tribunal Supremo de facto, en el que se desproclama a Marlón Díaz y se ordena proclamar a Jessica Bello como presidente de la Federación de Centros Universitarios de la Universidad de Carabobo (FCU-UC) después de las elecciones estudiantiles de la universidad, basando su argumento en el respeto a la autonomía universitaria consagrada en la constitución y exhortando tanto a los estudiantes como a las autoridades de la universidad a desconocer el fallo. El 8 de febrero de 2019, bajo el expediente N.º SC-2017-003, el Tribunal Supremo anunció la autorización de entrada de una coalición militar internacional que lograse la entrada y protección de la ayuda humanitaria a Venezuela.

## Juicio a Nicolás Maduro

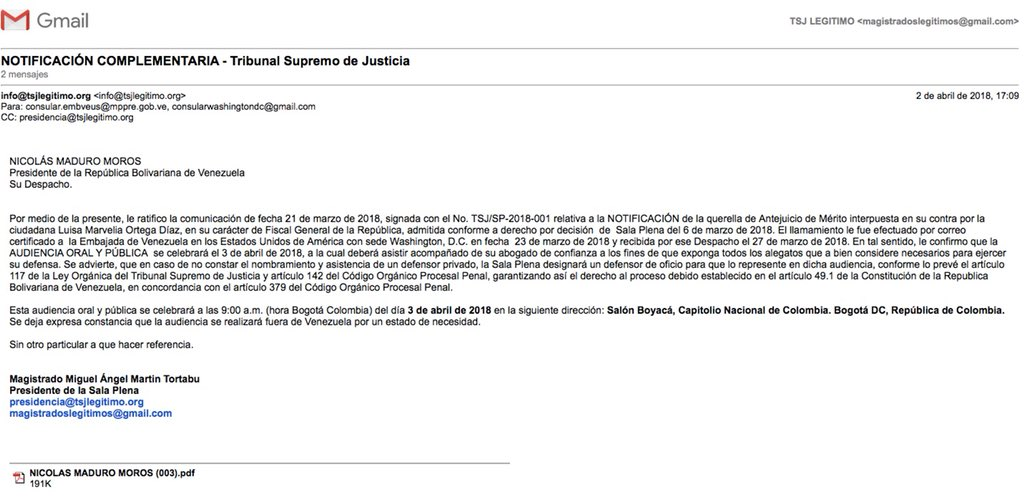
Notificación de antejuicio de mérito a Nicolás Maduro.

El 22 de febrero de 2018 los magistrados de la Sala Plena le dieron entrada a la solicitud de antejuicio de mérito presentado por Luisa Ortega Díaz contra Nicolás Maduro por los delitos de corrupción propia y legitimación de capitales; los hechos estarían relacionados con el pago de sobornos que habría realizado la empresa Odebrecht a varios políticos venezolanos con la finalidad de obtener contratos en importantes obras. Ortega Díaz señaló que en una investigación realizada por su despacho se pudo constatar que en 2012 la campaña presidencial de Hugo Chávez fue pagada por Odebrecht y el dinero era recibido por Maduro, quien se desempeñaba como canciller.
El 28 de marzo el Tribunal Supremo notificó a Nicolás Maduro para compadecer el 3 de abril a una audiencia de antejuicio de mérito por las acusaciones de corrupción relacionado al caso Odebrecht. Ante su incomparecencia el Tribunal Supremo procedió al nombramiento del abogado procesalista Andrés Felipe Lindo como defensor de oficio, para garantizar el derecho a la defensa. El 9 de abril el tribunal admitió el antejuicio de mérito contra Maduro solicitada por la fiscal general, ordenando la prisión preventiva contra y mandatario y la solicitud a Interpol la alerta roja en su contra.

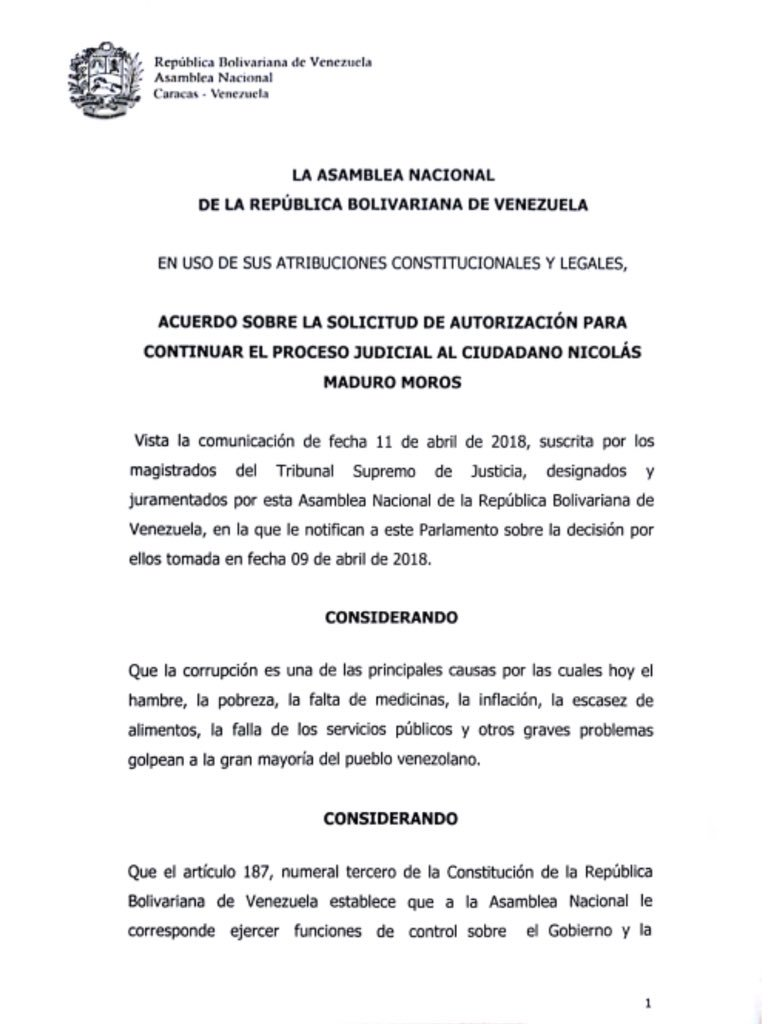
Aprobación del proceso judicial a Nicolás Maduro por la Asamblea Nacional el 17 de abril de 2018.

El 17 de abril la Asamblea Nacional aprobó con 105 votos a favor, de la bancada opositora, y dos en contra, Juan Marín (PSUV) e Ilenia Medina (PPT) de la oficialista, la continuidad del juicio contra el presidente Nicolás Maduro por los hechos de corrupción en respuesta a la solicitud consignada por los magistrados del Tribunal Supremo. El acuerdo que fue votado por los diputados establecía declarar que existen suficientes méritos para continuar el proceso judicial y continuar con las investigaciones que se adelantan en la Asamblea Nacional de acuerdo con el artículo 187 de la constitución por los hechos de corrupción que se pudieran desprender de Maduro. La votación se realizó nominalmente y la directiva de la asamblea decidió aprobar el juicio con la mayoría simple; es decir, 84 votos, basándose en el artículo 89 del Reglamento de Interior y Debates del Parlamento. El jefe de la bancada de la Mesa de la Unidad Democrática (MUD), Juan Guaidó, leyó el punto de cuenta en el que el presidente Nicolás Maduro aprobó 30 mil millones de dólares para la ejecución de obras a cargo de Odebrecht paralizadas o inconclusas. Por órdenes del coronel de la Guardia Nacional Bolivariana (GNB) Bladimir Lugo, los medios de comunicación no pudieron ingresar al Palacio Legislativo; el coronel hizo esperar a los periodistas por más de una hora en la esquina de San Francisco para decidir finalmente que no tendrían acceso.
El 3 de mayo de 2018 el Tribunal Supremo declaró la suspensión de Maduro como presidente y ordenó su inhabilitación para cualquier otro cargo público. El secretario general de la OEA Luis Almagro reconoció la inhabilitación y suspensión de Maduro como presidente. El partido político Vente Venezuela publicó un comunicado en el que respaldó la decisión del tribunal, sosteniendo que  "ratifica que Maduro no puede ser candidato a ninguna elección" y que con esta decisión le corresponde a la Asamblea Nacional iniciar un nuevo proceso “para ocupar ese vacío y avanzar en la restitución del orden democrático en el país”. La suspensión del cargo y orden de privativa de libertad también fue respaldada por la Federación Nacional de Estudiantes de Derecho de Venezuela (Fenede), la cual rechazó “la persecución y atropellos realizados por parte de la dictadura represora en contra de los magistrados del Tribunal Supremo de Justicia (TSJ) en el exilio, y en consecuencia a sus familiares en Venezuela” en un comunicado y sus integrantes exigieron a los organismos internacionales competentes tomar acciones pertinentes ante tales acciones.
El 15 de agosto, el Tribunal Supremo sentenció unánimemente a Nicolás Maduro a 18 años y 3 meses de prisión en la Cárcel de Ramo Verde por los delitos de corrupción que se le imputaron, además de ordenar que pague 35 mil millones de dólares por el daño al patrimonio público del país.

## Reconocimiento
El Tribunal Supremo se ampara en la jurisdicción universal y teniendo como referentes los principios de los tribunales de Núremberg, para la antigua Yugoslavia y para Ruanda. El tribunal actualmente cuenta con el reconocimiento de la Organización de Estados Americanos (OEA) y del Parlamento Europeo, el cual también desconoce la Asamblea Nacional Constituyente. Jorge Hernán Rubio, presidente de la Federación Interamericana de Abogados (FIA), avaló el acto de instauración del tribunal, asegurando que el sacrificio de los magistrados venezolanos "dará los frutos en la medida que mantengan su coraje y valentía". Yvett Lugo, la presidenta del Colegio de Abogados del Distrito Capital, declaró que desde el punto de vista jurídico la Asamblea Nacional estaba facultada para nombrar estos a los magistrados, señalando que quienes estaban usurpando funciones eran aquellos designados en 2015. Sin embargo, el gobierno y el presidente del Tribunal Supremo en Venezuela, Maikel Moreno, desconocen el nombramiento.

## Desincorporaciones
La designación de los magistrados en 2017 obedeció a la crisis institucional que vive el país y además, como una respuesta a las protestas de ese año. Sin embargo, desde el mismo inicio comenzó la desincorporación de sus miembros. Los magistrados Jesús Rojas Torres, Zuleima González y Rojas Torres  dimitieron. Debido a la persecución contra los magistrados, se acordó que no habrían magistrados principales ni suplentes, y que su función se limitaría a generar opiniones jurídicas. Después de que la mayoría de los magistrados cambiaran estos acuerdos. Los magistrados Alejandro Rebolledo y Alzuru Rojas también se desincorporaron.